# Combaillaux
Combaillaux (prononcé [kɔ̃bajo] ; en occitan Combalhòus [kun.βa.'ʎɔws]) est une commune française située dans l'est du département de l'Hérault, en région Occitanie.
Exposée à un climat méditerranéen, elle est drainée par le Mosson, le ruisseau de Pézouillet et par divers autres petits cours d'eau. La commune possède un patrimoine naturel remarquable composé d'une zone naturelle d'intérêt écologique, faunistique et floristique.
Combaillaux est une commune rurale qui compte 1 961 habitants en 2022, après avoir connu une forte hausse de la population depuis 1962. Elle fait partie de l'aire d'attraction de Montpellier. Ses habitants sont appelés les Combaillaulencs et Combaillaulenques.

## Géographie

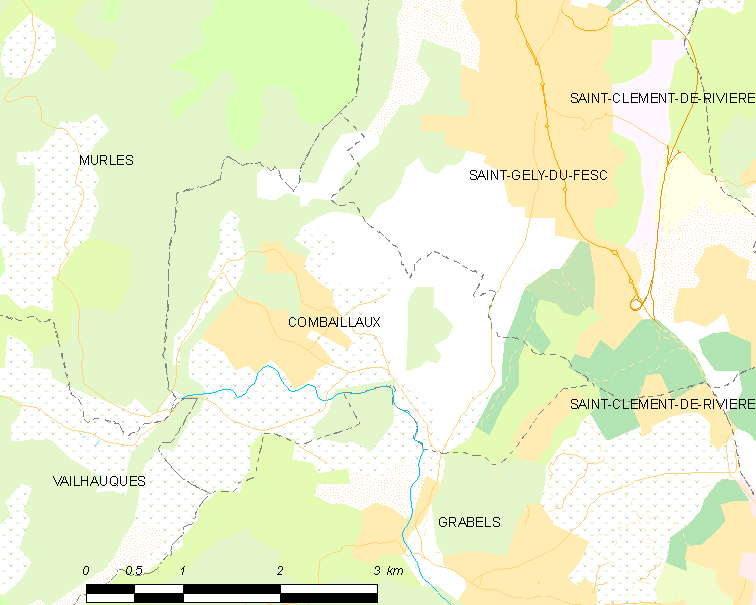
Carte

Le territoire communal se situe au nord-ouest de Montpellier. Il est limitrophe de Grabels au sud, Vailhauquès sur 300 mètres à l'ouest, Murles à l'ouest et au nord, Saint-Gély-du-Fesc à l'est.
La moitié sud-est de ce territoire est constituée d'une plaine viticole. S'y écoulent la Mosson et plusieurs ruisseaux affluents, dont le plus important est la Balajade. La moitié nord est constituée par les pentes de garrigues du bois de Valène qui constitue l'essentiel du territoire de Murles.
Le village se trouve sur une des collines qui ponctuent l'espace entre les pentes et la plaine ; l'autre colline, légèrement plus élevée, est occupée par le hameau des Sajolles. L'urbanisation récente liée au développement de l'agglomération de Montpellier a créé une agglomération de villas sur les pentes des collines encadrant le ruisseau de la Balajade, jusqu'à la Mosson.
L'infrastructure routière se résume à des routes départementales de desserte locale permettant de relier Combaillaux aux communes disposant d'activités économiques : vers Grabels et Montpellier au sud-est, vers Saint-Gély-du-Fesc au nord-est et vers Montarnaud à l'ouest.

### Climat
Pour des articles plus généraux, voir Climat de l'Occitanie et Climat de l'Hérault.
En 2010, le climat de la commune est de type climat méditerranéen franc, selon une étude s'appuyant sur une série de données couvrant la période 1971-2000. En 2020, Météo-France publie une typologie des climats de la France métropolitaine dans laquelle la commune est exposée à un climat méditerranéen et est dans la région climatique  Provence, Languedoc-Roussillon, caractérisée par une pluviométrie faible en été, un très bon ensoleillement (2 600 h/an), un été chaud (21,5 °C), un air très sec en été, sec en toutes saisons, des vents forts (fréquence de 40 à 50 % de vents > 5 m/s) et peu de brouillards.
Pour la période 1971-2000, la température annuelle moyenne est de 14,2 °C, avec une amplitude thermique annuelle de 16,3 °C. Le cumul annuel moyen de précipitations est de 847 mm, avec 6,3 jours de précipitations en janvier et 3 jours en juillet. Pour la période 1991-2020, la température moyenne annuelle observée sur la station météorologique la plus proche, située sur la commune de Prades-le-Lez à 8 km à vol d'oiseau, est de 14,6 °C et le cumul annuel moyen de précipitations est de 869,7 mm,. Pour l'avenir, les paramètres climatiques de la commune estimés pour 2050 selon différents scénarios d'émission de gaz à effet de serre sont consultables sur un site dédié publié par Météo-France en novembre 2022.

### Milieux naturels et biodiversité

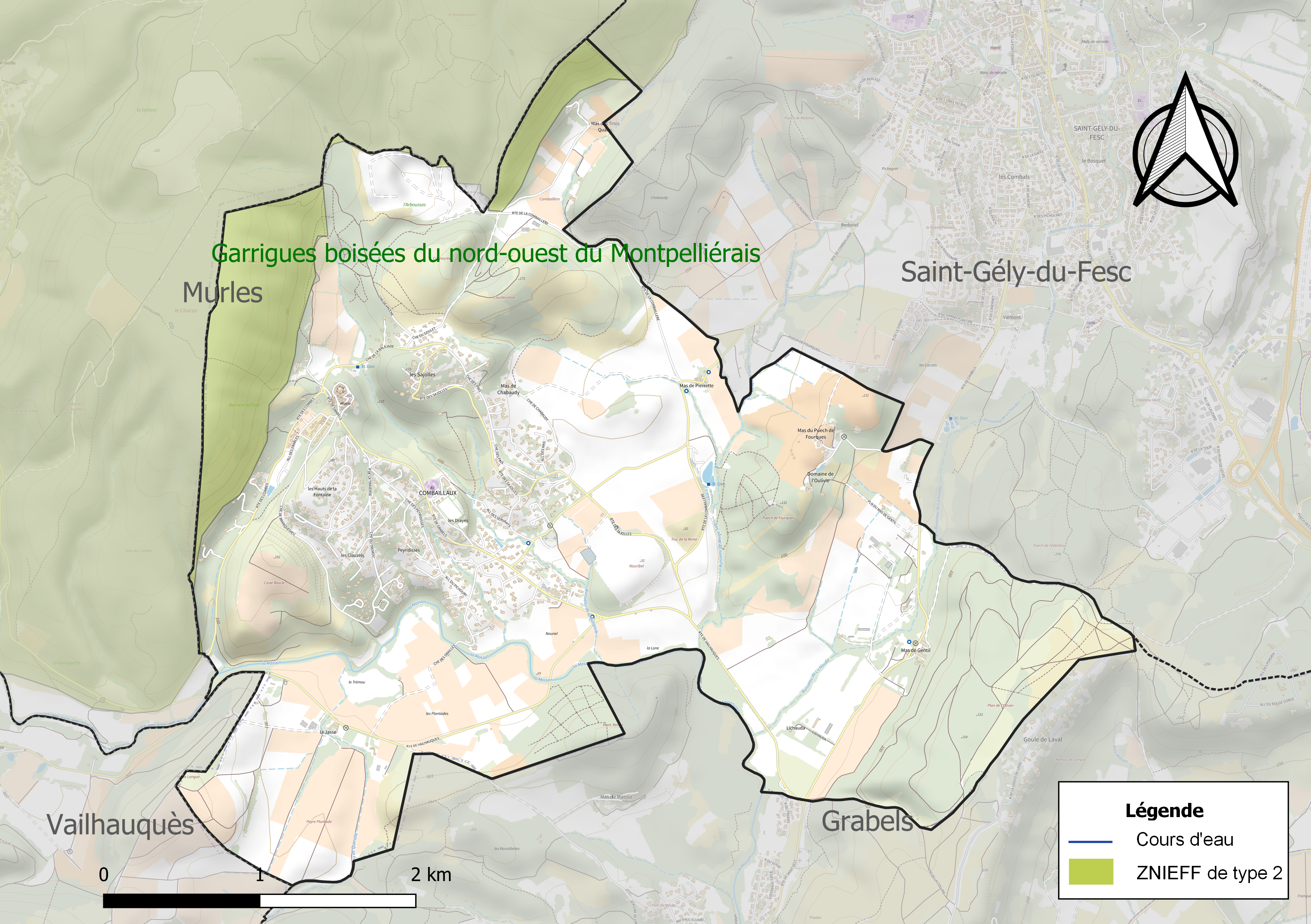
Carte de la ZNIEFF de type 2 localisée sur la commune.

L’inventaire des zones naturelles d'intérêt écologique, faunistique et floristique (ZNIEFF) a pour objectif de réaliser une couverture des zones les plus intéressantes sur le plan écologique, essentiellement dans la perspective d’améliorer la connaissance du patrimoine naturel national et de fournir aux différents décideurs un outil d’aide à la prise en compte de l’environnement dans l’aménagement du territoire.
Une ZNIEFF de type 2 est recensée sur la commune :
les « garrigues boisées du nord-ouest du Montpelliérais » (16 219 ha), couvrant 17 communes du département.

## Urbanisme

### Typologie
Au 1er janvier 2024, Combaillaux est catégorisée bourg rural, selon la nouvelle grille communale de densité à sept niveaux définie par l'Insee en 2022.
Elle est située hors unité urbaine. Par ailleurs la commune fait partie de l'aire d'attraction de Montpellier, dont elle est une commune de la couronne,. Cette aire, qui regroupe 161 communes, est catégorisée dans les aires de 700 000 habitants ou plus (hors Paris),.

### Occupation des sols
L'occupation des sols de la commune, telle qu'elle ressort de la base de données européenne d’occupation biophysique des sols Corine Land Cover (CLC), est marquée par l'importance des territoires agricoles (53,1 % en 2018), une proportion sensiblement équivalente à celle de 1990 (53,6 %). La répartition détaillée en 2018 est la suivante : 
zones agricoles hétérogènes (28,1 %), cultures permanentes (25,1 %), milieux à végétation arbustive et/ou herbacée (18,3 %), zones urbanisées (13,2 %), forêts (13,1 %), mines, décharges et chantiers (2,3 %). L'évolution de l’occupation des sols de la commune et de ses infrastructures peut être observée sur les différentes représentations cartographiques du territoire : la carte de Cassini (XVIIIe siècle), la carte d'état-major (1820-1866) et les cartes ou photos aériennes de l'IGN pour la période actuelle (1950 à aujourd'hui).

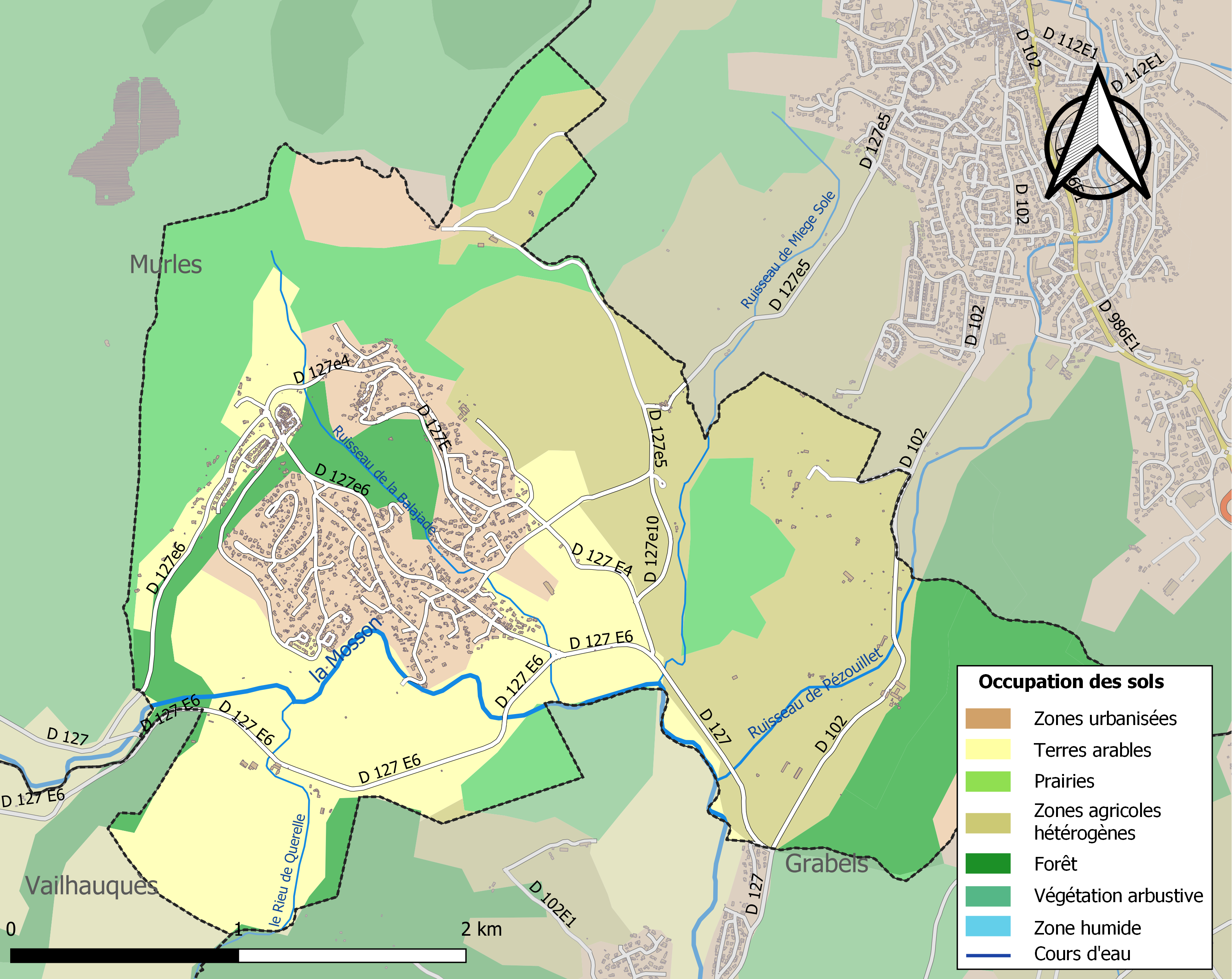
Carte des infrastructures et de l'occupation des sols de la commune en 2018 (CLC).

### Risques majeurs
Le territoire de la commune de Combaillaux est vulnérable à différents aléas naturels : météorologiques (tempête, orage, neige, grand froid, canicule ou sécheresse), inondations, feux de forêts, mouvements de terrains et séisme (sismicité faible). Il est également exposé à un risque technologique,  le transport de matières dangereuses. Un site publié par le BRGM permet d'évaluer simplement et rapidement les risques d'un bien localisé soit par son adresse soit par le numéro de sa parcelle.

#### Risques naturels
Certaines parties du territoire communal sont susceptibles d’être affectées par le risque d’inondation par débordement de cours d'eau, notamment la Mosson. La commune a été reconnue en état de catastrophe naturelle au titre des dommages causés par les inondations et coulées de boue survenues en 1982, 1984, 2003, 2005, 2014 et 2016,.
Combaillaux est exposée au risque de feu de forêt. Un plan départemental de protection des forêts contre les incendies (PDPFCI) a été approuvé en juin 2013 et court jusqu'en 2022, où il doit être renouvelé. Les mesures individuelles de prévention contre les incendies sont précisées par deux arrêtés préfectoraux et s’appliquent dans les zones exposées aux incendies de forêt et à moins de 200 mètres de celles-ci. L’arrêté du 25 avril 2002 réglemente l'emploi du feu en interdisant notamment d’apporter du feu, de fumer et de jeter des mégots de cigarette dans les espaces sensibles et sur les voies qui les traversent sous peine de sanctions. L'arrêté du 11 mars 2013 rend le débroussaillement obligatoire, incombant au propriétaire ou ayant droit,.

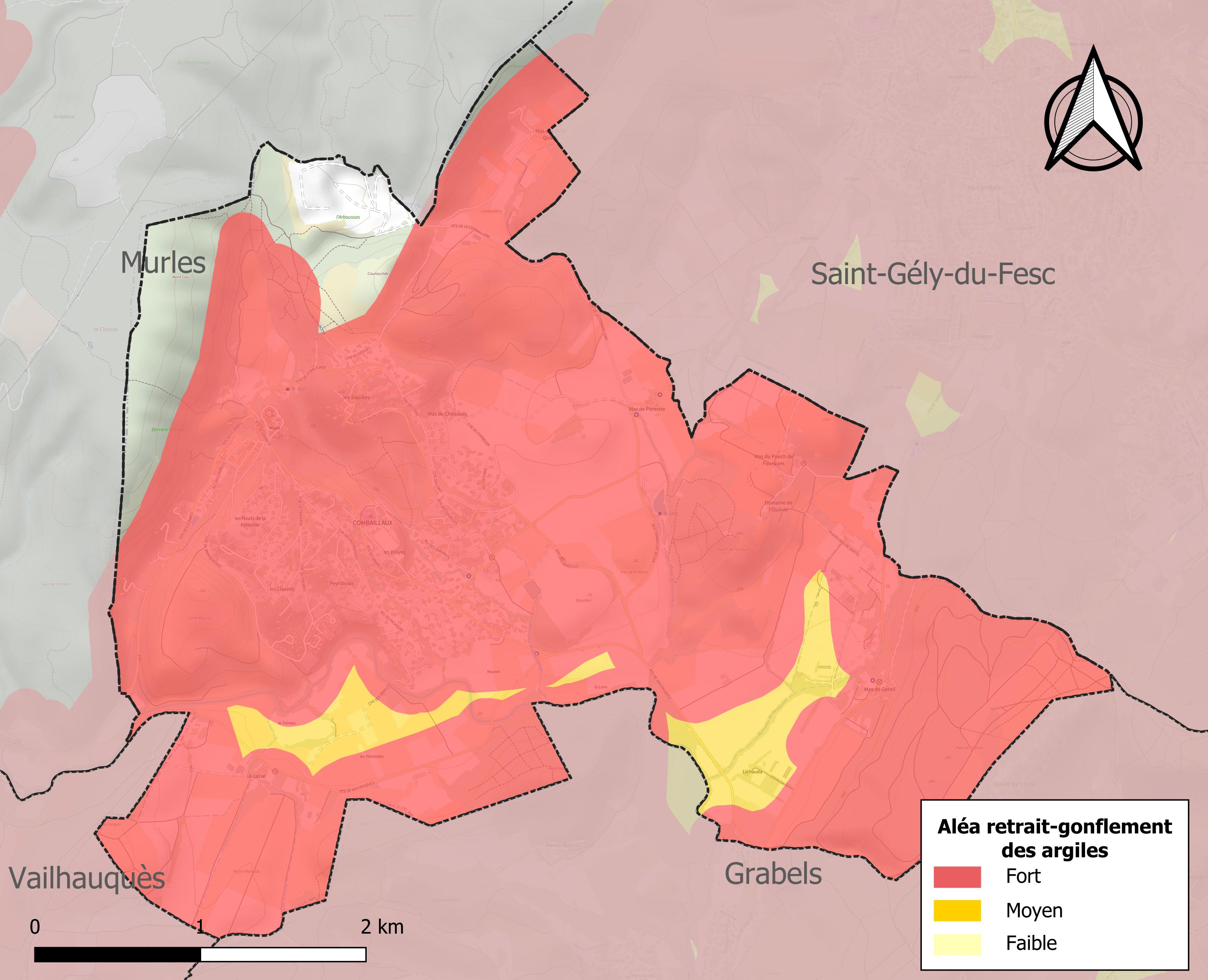
Carte des zones d'aléa retrait-gonflement des sols argileux de Combaillaux.

La commune est vulnérable au risque de mouvements de terrains constitué principalement du retrait-gonflement des sols argileux. Cet aléa est susceptible d'engendrer des dommages importants aux bâtiments en cas d’alternance de périodes de sécheresse et de pluie. 91,7 % de la superficie communale est en aléa moyen ou fort (59,3 % au niveau départemental et 48,5 % au niveau national). Sur les 587 bâtiments dénombrés sur la commune en 2019, 587 sont en aléa moyen ou fort, soit 100 %, à comparer aux 85 % au niveau départemental et 54 % au niveau national. Une cartographie de l'exposition du territoire national au retrait gonflement des sols argileux est disponible sur le site du BRGM,.
Par ailleurs, afin de mieux appréhender le risque d’affaissement de terrain, l'inventaire national des cavités souterraines permet de localiser celles situées sur la commune.

#### Risques technologiques
Le risque de transport de matières dangereuses sur la commune est lié à sa traversée par des infrastructures routières ou ferroviaires importantes ou la présence d'une canalisation de transport d'hydrocarbures. Un accident se produisant sur de telles infrastructures est susceptible d’avoir des effets graves sur les biens, les personnes ou l'environnement, selon la nature du matériau transporté. Des dispositions d’urbanisme peuvent être préconisées en conséquence.

## Toponymie
La commune a été connue sous les variantes : « mansum de Combalols » (1155), « mansus de Comballols ; de Combalols ; ad Combalols » (12e s.), « homines de Combalhalis ; villa de Combalhalis » (1258).

## Histoire

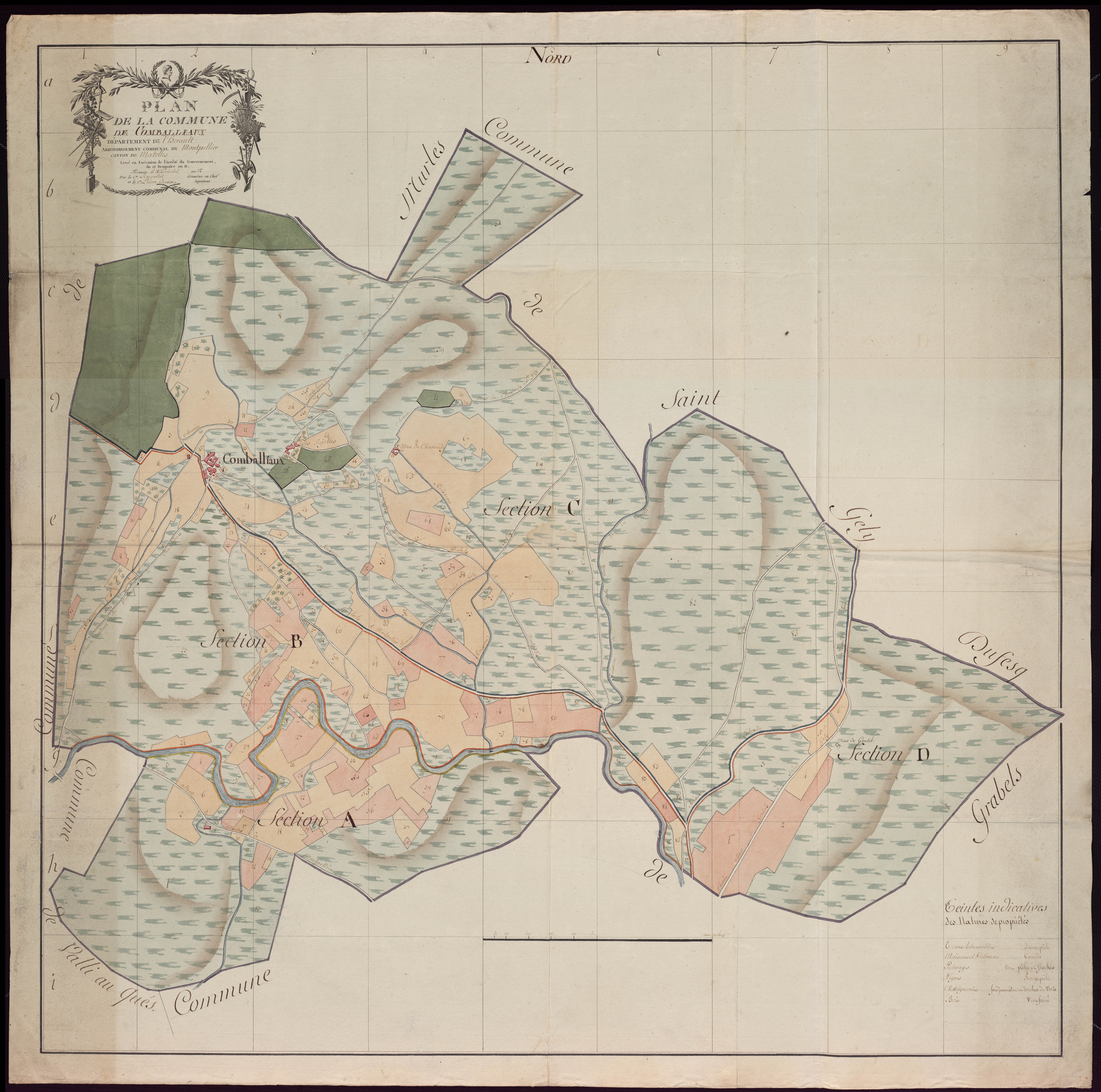
Plan de masse par culture (1803-1804)

Le village de Combaillaux a fait partie de la baronnie de Caravettes.
En 2005, la commune adopte l'utilisation d'une espèce de lombric pour le retraitement des eaux usées domestiques.

## Héraldique
| Blason de Combaillaux | Blason  | D'azur à Saint Julien martyr tenant dans sa dextre une palme, le tout d'or. |
| Blason de Combaillaux | Détails | Le statut officiel du blason reste à déterminer.                            |

## Politique et administration

### Liste des maires
| Période      | Période      | Identité         | Étiquette | Qualité   |
| ------------ | ------------ | ---------------- | --------- | --------- |
| 1947         | 1965         | Marcel Guigou    |           |           |
| 1965         | 1974         | Louis Soulas     |           |           |
| 1974         | 1983         | Jean Azemar      |           |           |
| 1983         | 1995         | Rosette Boldrini |           |           |
| 1995         | février 2003 | Alain Poulet     |           |           |
| février 2003 | En cours     | Daniel Floutard  | DVD       | Ingénieur |

### Tendances politiques et résultats
| Scrutin             | Scrutin             | 1er tour | 1er tour    | 1er tour | 1er tour | 1er tour   | 1er tour | 1er tour | 1er tour  | 1er tour | 1er tour | 1er tour   | 1er tour | 2d tour | 2d tour | 2d tour | 2d tour | 2d tour | 2d tour |
| Scrutin             | Scrutin             | 1er      | 1er         | %        | 2e       | 2e         | %        | 3e       | 3e        | %        | 4e       | 4e         | %        | 1er     | 1er     | %       | 2e      | 2e      | %       |
| ------------------- | ------------------- | -------- | ----------- | -------- | -------- | ---------- | -------- | -------- | --------- | -------- | -------- | ---------- | -------- | ------- | ------- | ------- | ------- | ------- | ------- |
| Présidentielle 2017 | Présidentielle 2017 |          | EM          | 27,36    |          | LR         | 20,21    |          | LFI       | 19,95    |          | FN         | 18,53    |         | EM      | 68,50   |         | FN      | 31,50   |
| Présidentielle 2022 | Présidentielle 2022 |          | LREM        | 30,68    |          | LFI        | 21,53    |          | RN        | 19,64    |          | REC        | 10,09    |         | LREM    | 63,80   |         | RN      | 36,20   |
| Législatives 2022   | 4e                  |          | LFI (NUPES) | 28,07    |          | LREM (ENS) | 27,73    |          | RN        | 17,05    |          | PS (diss.) | 6,73     |         | LFI     | 53,14   |         | RN      | 46,86   |
| Législatives 2024   | 4e                  |          | RN          | 35,22    |          | LFI (NFP)  | 31,24    |          | HOR (ENS) | 30,74    |          | REC        | 2,12     |         | LFI     | 52,10   |         | RN      | 47,90   |

## Démographie
L'évolution du nombre d'habitants est connue à travers les recensements de la population effectués dans la commune depuis 1793. Pour les communes de moins de 10 000 habitants, une enquête de recensement portant sur toute la population est réalisée tous les cinq ans, les populations de référence des années intermédiaires étant quant à elles estimées par interpolation ou extrapolation. Pour la commune, le premier recensement exhaustif entrant dans le cadre du nouveau dispositif a été réalisé en 2005.

En 2022, la commune comptait 1 961 habitants, en évolution de +36,37 % par rapport à 2016 (Hérault : +7,49 %, France hors Mayotte : +2,11 %).
| 1793 | 1800 | 1806 | 1821 | 1831 | 1836 | 1841 | 1846 | 1851 |
| ---- | ---- | ---- | ---- | ---- | ---- | ---- | ---- | ---- |
| 157  | 148  | 165  | 144  | 203  | 200  | 168  | 200  | 197  |

| 1856 | 1861 | 1866 | 1872 | 1876 | 1881 | 1886 | 1891 | 1896 |
| ---- | ---- | ---- | ---- | ---- | ---- | ---- | ---- | ---- |
| 195  | 193  | 371  | 185  | 192  | 168  | 171  | 167  | 184  |

| 1901 | 1906 | 1911 | 1921 | 1926 | 1931 | 1936 | 1946 | 1954 |
| ---- | ---- | ---- | ---- | ---- | ---- | ---- | ---- | ---- |
| 184  | 178  | 201  | 191  | 178  | 198  | 169  | 136  | 157  |

| 1962 | 1968 | 1975 | 1982 | 1990 | 1999  | 2005  | 2006  | 2010  |
| ---- | ---- | ---- | ---- | ---- | ----- | ----- | ----- | ----- |
| 157  | 194  | 158  | 446  | 954  | 1 285 | 1 395 | 1 427 | 1 430 |

| 2015  | 2020  | 2022  | - | - | - | - | - | - |
| ----- | ----- | ----- | - | - | - | - | - | - |
| 1 453 | 1 869 | 1 961 | - | - | - | - | - | - |

## Économie

### Revenus
En 2018, la commune compte 662 ménages fiscaux, regroupant 1 778 personnes. La médiane du revenu disponible par unité de consommation est de 27 340 € (20 330 € dans le département).

### Emploi
|                | 2008   | 2013   | 2018 |
| -------------- | ------ | ------ | ---- |
| Commune        | 5,4 %  | 6,4 %  | 5 %  |
| Département    | 10,1 % | 11,9 % | 12 % |
| France entière | 8,3 %  | 10 %   | 10 % |

En 2018, la population âgée de 15 à 64 ans s'élève à 1 015 personnes, parmi lesquelles on compte 77,6 % d'actifs (72,6 % ayant un emploi et 5 % de chômeurs) et 22,4 % d'inactifs,. Depuis 2008, le taux de chômage communal (au sens du recensement) des 15-64 ans est inférieur à celui de la France et du département.
La commune fait partie de la couronne de l'aire d'attraction de Montpellier, du fait qu'au moins 15 % des actifs travaillent dans le pôle,. Elle compte 141 emplois en 2018, contre 147 en 2013 et 182 en 2008. Le nombre d'actifs ayant un emploi résidant dans la commune est de 745, soit un indicateur de concentration d'emploi de 18,9 % et un taux d'activité parmi les 15 ans ou plus de 61,9 %.
Sur ces 745 actifs de 15 ans ou plus ayant un emploi, 78 travaillent dans la commune, soit 10 % des habitants. Pour se rendre au travail, 86 % des habitants utilisent un véhicule personnel ou de fonction à quatre roues, 4,3 % les transports en commun, 5,7 % s'y rendent en deux-roues, à vélo ou à pied et 3,9 % n'ont pas besoin de transport (travail au domicile).

### Activités hors agriculture

#### Secteurs d'activités
142 établissements sont implantés  à Combaillaux au 31 décembre 2019. Le tableau ci-dessous en détaille le nombre par secteur d'activité et compare les ratios avec ceux du département,.
| Secteur d'activité                                                                                        | Commune | Commune | Département |
| Secteur d'activité                                                                                        | Nombre  | %       | %           |
| --- | ------- | ------- | ----------- |
| Ensemble                                                                                                  | 142     | 100 %   | (100 %)     |
| Industrie manufacturière, industries extractives et autres                                                | 9       | 6,3 %   | (6,7 %)     |
| Construction                                                                                              | 21      | 14,8 %  | (14,1 %)    |
| Commerce de gros et de détail, transports, hébergement et restauration                                    | 31      | 21,8 %  | (28 %)      |
| Information et communication                                                                              | 4       | 2,8 %   | (3,3 %)     |
| Activités financières et d'assurance                                                                      | 5       | 3,5 %   | (3,2 %)     |
| Activités immobilières                                                                                    | 6       | 4,2 %   | (5,3 %)     |
| Activités spécialisées, scientifiques et techniques et activités de services administratifs et de soutien | 31      | 21,8 %  | (17,1 %)    |
| Administration publique, enseignement, santé humaine et action sociale                                    | 25      | 17,6 %  | (14,2 %)    |
| Autres activités de services                                                                              | 10      | 7 %     | (8,1 %)     |

Le secteur des activités spécialisées, scientifiques et techniques et des activités de services administratifs et de soutien est prépondérant sur la commune puisqu'il représente 21,8 % du nombre total d'établissements de la commune (31 sur les 142 entreprises implantées  à Combaillaux), contre 17,1 % au niveau départemental.

#### Entreprises et commerces
Les deux entreprises ayant leur siège social sur le territoire communal qui génèrent le plus de chiffre d'affaires en 2020 sont : 
- F2 Energy, commerce de gros (commerce interentreprises) d'autres biens domestiques (161 k€)
- Ajt Communications, activités des sièges sociaux (82 k€)

### Agriculture
|               | 1988 | 2000 | 2010 | 2020 |
| ------------- | ---- | ---- | ---- | ---- |
| Exploitations | 22   | 21   | 15   | 9    |
| SAU (ha)      | 369  | 455  | 195  | 220  |

La commune est dans les Garrigues, une petite région agricole occupant une partie du centre et du nord-est du département de l'Hérault. En 2020, l'orientation technico-économique de l'agriculture  sur la commune est la viticulture. Neuf exploitations agricoles ayant leur siège dans la commune sont dénombrées lors du recensement agricole de 2020 (22 en 1988). La superficie agricole utilisée est de 220 ha,,.

## Culture locale et patrimoine

### Lieux et monuments
- Église Saint-Blaise de Combaillaux ; remaniée au milieu du XIXe siècle, son clocher abrite une cloche classée MH datant de 1739 du maître fondeur Jean Poutingon.

## Vue Aérienne

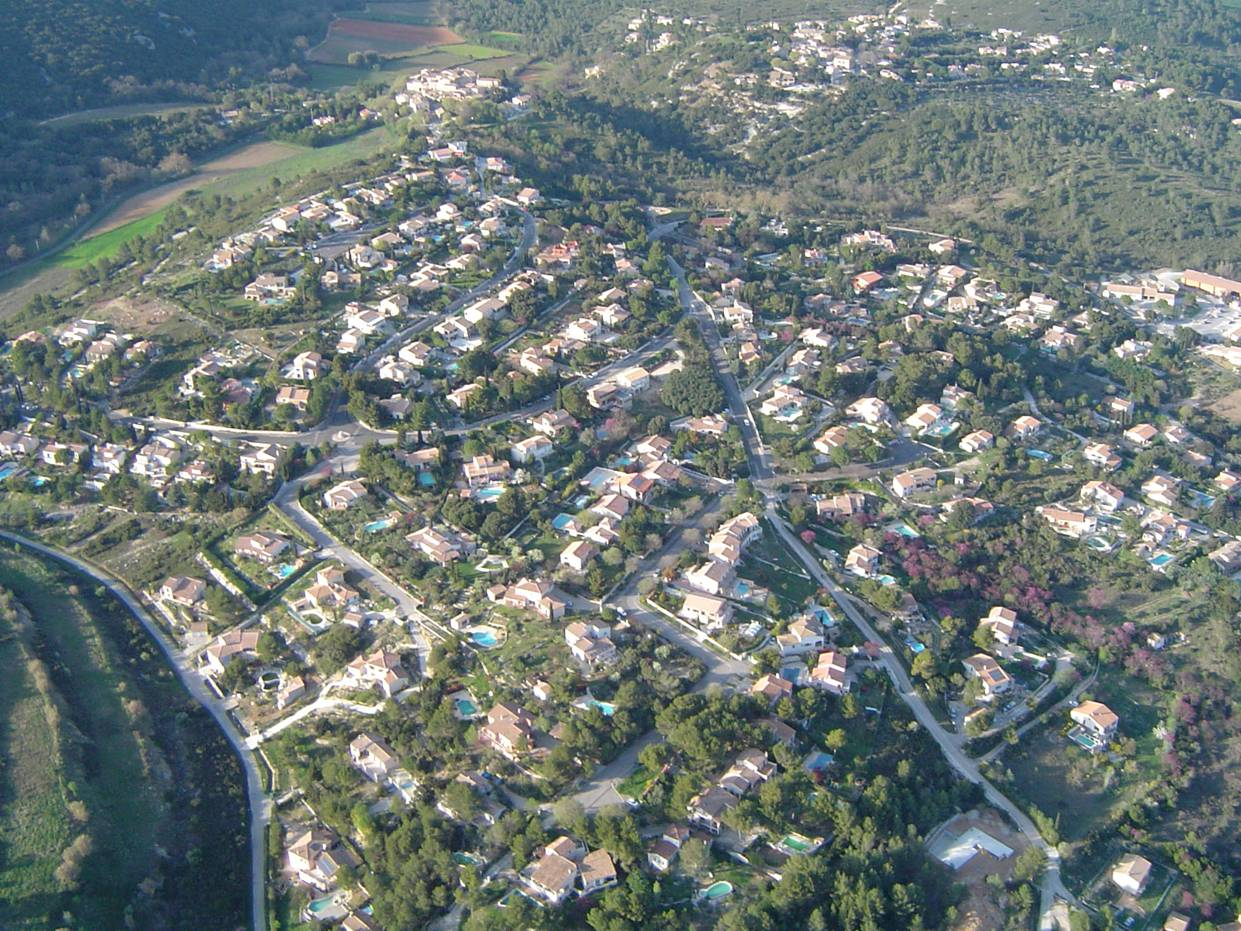
Vue aérienne de Combaillaux

### Fonds d'archives
- Fonds : Archives communales de Combaillaux (1659-1852) [0,30 ml].  Cote : 82 EDT. Montpellier : Archives départementales de l'Hérault (présentation en ligne).